# Homalium betulifolium
Espèce
Classification phylogénétique
Statut de conservation UICN

 NT  : Quasi menacé
Homalium betulifolium est une espèce de plantes à fleurs du genre Homalium et de la famille des Flacourtiaceae, selon la classification classique, des Salicaceae, selon la classification phylogénétique. Elle est endémique en Nouvelle-Calédonie. 